# إينوكسابارين
إينوكسابارين (بالإنجليزية: ENOXAPARIN SODIUM)‏ هو علاج يسوق تحت أسماء تجارية (كليكسان) و (ليفونكس) يستعمل كمميّعٍ للدم. من فئة الهيبارينات وهو مضاد للتخثر يستخدم لعلاج ومنع تجلط الوريد العميق DVT والانسداد الرئوي PE.

## آلية عمل
يعمل الإينوكسابارين على تميع الدم ومنع تشكل خثارة دموية عن طريق تثبيط عاملي التخثر الثرومبين والعامل الخامس XA.وذلك بالارتباط مع مضاد الثرومبين3 مما يمنع تشكل الخثرات الدموية.

## الاستعمال
- يستخدم كمميع للدم ويمنع تجلط الدم.
- يستخدم للتقليل من نوبات الذبحة الصدرية الغير مستقرة.
- يستخدم لعلاج تجلط الأوردة العميقة.

## الآثار الجانبية
الآثار الجانبية لإينوكسابارين تشمل.
- نقص الصفيحات الدموية.
- نزيف وفقر دم.
- حمى وغثيان.
- ضيق التنفسي.